# Les Âges du chaos
Les Âges du chaos est un recueil de nouvelles se déroulant sur l'univers de fiction Ténébreuse et fait partie du cycle associé. Il contient des nouvelles traduites par Simone Hilling et extraites de plusieurs recueils publiés à l'origine par les éditions DAW. Le recueil a été publié en 1996 par les éditions Pocket  (ISBN 2-266-06596-3).

## Contenu
Le recueil contient les nouvelles suivantes :
- La Tour de New Sky de Priscilla W. Armstrong (The Tower at New Skye, 1991)
- Dans l'œil de celui qui regarde de Linda Anfuso (In the Eye of the Beholder, 1994)
- Notre petit lapin de Mary K. Frey (Our Little Rabbit, 1990)
- La Peste de Janet R. Rhodes (The Plague, 1990)
- Juste une trace de Lynne Armstrong-Jones (Just a Touch, 1990)
- Cercle de lumière de Kathleen S. Williams (Circle of Light, 1980)
- Une vie moins exaltante de Patricia Duffy Novak (A Lesser Life, 1993)
- Bleu matrice de C. Frances (Matrix Blue, 1994)
- Envol de Diana Gill (Wings, 1991)
- Kihar de Vera Nazarian (Kihar, 1987)
- L'héritage de MacAran de Toni Berry (The MacAran Legacy, 1994)
- Conscience d'Alexandra Sarris (Conscience, 1993)
- Dévastation de Deborah Wheeler (The Wasteland, 1987)
- Feuglu de Patricia Duffy Novak (Clingfire, 1990)
- La Paix du gardien de Patricia Duffy Novak (The Keeper's Peace, 1991)
- Le Prix de la victoire de Patricia B. Cirone (Victory's Cost, 1993)
- Le Don des Alton d'Elisabeth Waters (The Alton Gift, 1980)
- Cercles de Glenn R. Sixbury (Circles, 1998)